# Карибская длиннорылая акула
Карибская длиннорылая акула (Rhizoprionodon porosus) — один из видов рода длиннорылых акул (Rhizoprionodon), семейство серых акул (Carcharhinidae). Эти акулы обитают в тропических водах Западной Атлантики. Встречаются на глубине до 500 м. Максимальная зарегистрированная длина 110 см. Размножаются живорождением. В помёте до 6 новорождённых. Питаются мелкими костистыми рыбами, головоногими и ракообразными. Представляют незначительный интерес для коммерческого промысла.

## Таксономия
Впервые вид был научно описан в 1861 году. Видовой эпитет происходит от слова лат. porosus — «пористый».

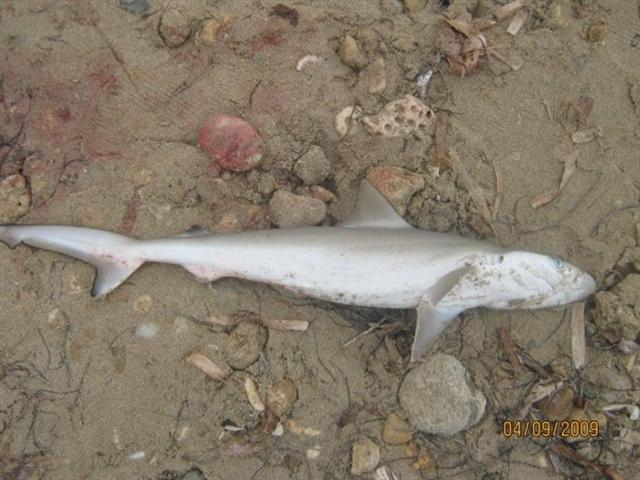
У этих акул стройное тело и длинное рыло

## Ареал
Карибские длиннорылые акула широко распространены в Центральной и Юго-Западной Атлантике от побережья Центральной Америки, Карибского бассейна и Южной Америки до Уругвая. Она встречается в тропических водах между 28°с. ш. и 40°ю.ш у берегов Багамов, Бразилии, Кубы, Доминиканской республики, Гаити, Гондураса, Ямайки, Мартиники, Панамы, Пуэрто-Рико, Уругвая и Венесуэлы. Предпочитают держаться в мелких прибрежных водах и на рифах не глубже 100 м, хотя попадаются и на глубине до 500 м.

## Описание
Максимальный размер 110 см (самец).
У карибских длиннорылых акул тонкое туловище с длинной заострённой мордой, большие, круглые глаза с мигательной мембраной. Расстояние от кончика рыла до ноздрей составляет 3,3—4,5 % от общей длины. По углам рта на верхней и нижней челюстях расположены короткие борозды. Длина верхней губной борозды 1,3—2,3 % от общей длины. Под краями нижней челюсти, как правило, имеются 9—19 расширенных пор с каждой стороны. Количество зубных рядов составляет 24—25 на каждой челюсти. Края зубов гладкие. У взрослых самцов зубы длиннее и ́уже.
Широкие, треугольные грудные плавники начинаются под третьей или четвёртой жаберной щелью. Основание первого спинного плавника начинается позади свободных кончиков грудных плавников. Основание анального плавника примерно в два раза длиннее основания второго спинного плавника. Второй спинной плавник существенно меньше первого и расположен над последней третью анального плавника. Нижняя лопасть хвостового плавника хорошо развита, на верхней лопасти вблизи кончика имеется вентральная выемка. Окраска ровная коричневая или серо-коричневая. Иногда края плавников светлее основного фона, а на боках видны белые пятна.

## Биология
Самцы и самки карибских длиннорылых акул достигают половой зрелости при длине 65 см и 80 см соответственно, в возрасте около 2 лет. Самки вырастают крупнее, но самцы растут быстрее. Максимальная продолжительность жизни составляет 10 лет. Подобно прочим представителям семейства серых акул, карибские длиннорылые акулы являются живородящими; развивающиеся эмбрионы получают питание посредством плацентарной связи с матерью, образованной опустевшим желточным мешком. Длина новорожденных 33—37 см. В помёте 1—8 акулят. Численность потомства напрямую связана с размером матери. Самки приносят потомство ежегодно. Соотношение самцов и самок в помёте составляет приблизительно 1:1,79.
Рацион карибских длиннорылых акул состоит из костистых рыб, головоногих моллюсков и ракообразных.

## Взаимодействие с человеком
У берегов северной Бразилии карибские длиннорылые акулы попадают в качестве прилова в сети, расставленные на экономически более ценных костистых рыб, таких как скумбрии, луцианы и горбыли. Мясо карибских длиннорылых акул используют в пищу и для производства рыбной муки. Опасности для человека они не представляют. Международный союз охраны природы оценил охранный статус вида как «Вызывающий наименьшие опасения». Эти акулы легко уживаются в неволе, их часто содержат в публичных аквариумах.